# 浙西
浙西，又称下三府，是浙江历史文化分区，指原浙江北部杭嘉湖平原三府，即杭州府、湖州府、嘉興府。對應的是浙东的「上八府」。

## 由來
唐肅宗時析江南東道，以钱塘江為浙江東道和浙江西道，錢塘江以南稱浙東，以北稱浙西，浙西在宋为两浙西路，元为江南浙西道，过去曾领有今天的苏南、皖南及浙江省北部的杭州、嘉兴、湖州三府。明朝設浙江省，為浙江得名的開始，後改浙江布政使司，宋代兩浙西路的一部分留在浙江，一部分入南直隶，留浙江的三個府为下三府，即今天的浙西地区。